# Goenycta
Goenycta là một chi bướm đêm thuộc họ Noctuidae.